# Ian Dury
Ian Robins Dury (ur. 12 maja 1942, zm. 27 marca 2000) – brytyjski wokalista rockowy, autor tekstów i aktor. Lider zespołu Ian Dury and the Blockheads. Najpopularniejsze utwory Dury’ego to Sex & Drugs & Rock & Roll oraz Hit Me With Your Rhythm Stick.
Dury zagrał m.in. w filmach Kruk 2: Miasto Aniołów Tima Pope’a, Kucharz, złodziej, jego żona i jej kochanek Petera Greenawaya, pojawił się też w Sędzim Dreddzie Sylvestra Stallone i Piratach Romana Polańskiego.